# Aston Clinton FC
Aston Clinton F.C. är en fotbollsklubb från Aston Clinton, nära Tring, England. Klubben är medlem i Spartan South Midlands Football League division två.